# Паляница, Александр Витальевич
Алекса́ндр Вита́льевич Паляни́ца (укр. Олександр Віталійович Паляниця; 29 февраля 1972, Житомир, Украинская ССР, СССР) — украинский футболист, нападающий. Выступал за сборную Украины.

## Биография
Воспитанник ДЮСШ «Спартак» (г. Житомир). Первый тренер — А. А. Вознюк. Действовал на позиции нападающего. Мастер спорта Украины с 1993 года.
С 1990 года стал выступать за днепропетровский «Днепр», куда трижды приходил и столько же раз покидал команду. Также в его карьере были ведущие на то время команды такие как: криворожский «Кривбасс» и львовские «Карпаты», а также «середняки» высшего украинского дивизиона ровенский «Верес» и харьковский «Металлист».
Сезон 1996/1997 провёл в австрийской Бундеслиге, выступая за ЛАСК из Линца.
Наибольшую результативность продемонстрировал во львовских «Карпатах», когда в чемпионате Украины сезона 1998/1999 сумел 16 раз поразить ворота соперников в 30 матчах. Наиболее лучшее взаимопонимание на поле находил со своим бывшим партнёром в нападении Иваном Гецко, составляя в те годы грозный дуэт атаки для линии обороны соперников.
В Высшей лиге Украины провёл 260 матчей, забил 79 мячей.
В матче 1/32 финала розыгрыша Кубка Украины 2002/2003 против ровеньковского «Авангарда» он сумел отличиться хет-триком. Эти три гола стали для Александра 100-м, 101-м и 102-м, забитыми за карьеру.
Тогда Паляница стал четвёртым украинским футболистом после Тимерлана Гусейнова, Андрея Шевченко и Сергея Реброва, которому удалось преодолеть рубеж в 100 забитых мячей в официальных турнирах на высшем уровне.
Заканчивал карьеру на профессиональном уровне в Первой лиге, где выступал за сумской «Спартак».
За сборную Украины сыграл 2 матча. Дебют 11 июня 1995 года в рамках отборочного цикла на Чемпионат Европы 1996 со сборной Хорватии.

## Статистика
| Сезон   | Клуб      | Лига        | Чемпионат | Чемпионат | Кубок | Кубок | Еврокубки | Еврокубки |
| Сезон   | Клуб      | Лига        | Игры      | Голы      | Игры  | Голы  | Игры      | Голы      |
| ------- | --------- | ----------- | --------- | --------- | ----- | ----- | --------- | --------- |
| 1991    | Днепр     | Высшая лига | 1         | 0         | —     | —     | —         | —         |
| 1992    | Днепр     | Высшая лига | 7         | 1         | 1     | 0     | —         | —         |
| 1992/93 | Днепр     | Высшая лига | 4         | 1         | 1     | 1     | —         | —         |
| 1992/93 | Кривбасс  | Высшая лига | 3         | 0         | —     | —     | —         | —         |
| 1992/93 | Верес     | Высшая лига | 5         | 1         | —     | —     | —         | —         |
| 1993/94 | Верес     | Высшая лига | 34        | 7         | 10    | 3     | —         | —         |
| 1994/95 | Верес     | Высшая лига | 16        | 3         | 4     | 1     | —         | —         |
| 1994/95 | Днепр     | Высшая лига | 13        | 6         | 5     | 2     | —         | —         |
| 1995/96 | Днепр     | Высшая лига | 32        | 13        | 3     | 4     | —         | —         |
| 1996/97 | Карпаты   | Высшая лига | 2         | 0         | —     | —     | —         | —         |
| 1996/97 | ЛАСК      | Бундеслига  | 26        | 6         | —     | —     | —         | —         |
| 1997/98 | Днепр     | Высшая лига | 12        | 6         | 2     | 0     | —         | —         |
| 1997/98 | Карпаты   | Высшая лига | 14        | 11        | —     | —     | 4         | 2         |
| 1998/99 | Карпаты   | Высшая лига | 30        | 16        | 7     | 5     | —         | —         |
| 1999/00 | Кривбасс  | Высшая лига | 28        | 6         | 5     | 3     | 4         | 2         |
| 2000/01 | Кривбасс  | Высшая лига | 12        | 1         | 3     | 0     | 2         | —         |
| 2000/01 | Металлист | Высшая лига | 12        | 3         | —     | —     | —         | —         |
| 2001/02 | Металлист | Высшая лига | 14        | 1         | 5     | 0     | —         | —         |
| 2002/03 | Металлист | Высшая лига | 22        | 3         | 2     | 3     | —         | —         |
| 2003/04 | Спартак   | Первая лига | 16        | 6         | —     | —     | —         | —         |

## Достижения
- Серебряный призёр Чемпионата Украины 1993 года.
- Бронзовый призёр Чемпионата Украины (5): 1992, 1994/95, 1995/96, 1997/98, 1999/00 годов.
- Финалист Кубка Украины (3): 1994/95, 1998/99, 1999/00 годов.
- Включался в списки 33-х лучших футболистов в Украине (2): № 2 — 1997/1998, № 3 — 1999 годов.
- Член Клуба Олега Блохина: 115 забитых мячей[6].